# Khu bảo tồn cá voi ở El Vizcaino
Khu bảo tồn cá voi ở El Vizcaino hay Khu dự trữ sinh quyển El Vizcaino là một khu bảo tồn có được thành lập năm 1988 nằm ở đô thị Mulegé, phía bắc Baja California Sur, giữa Thái Bình Dương và vịnh California, Mexico. Khu vực có diện tích 9.625 dặm vuông (24.930 km vuông), là nơi trú ẩn động vật hoang dã lớn nhất Mexico. Khu bảo tồn nằm trên ranh giới phía bắc với Khu bảo tồn động vật hoang dã Valle de los Cirios bao gồm các đầm phá ven biển Ojo de Liebre và San Ignacio có hệ sinh thái đặc biệt. Đây là nơi cư trú và sinh sản của rất nhiều loài động vật có vú quan trọng trong đó có bốn loài rùa biển có nguy cơ tuyệt chủng.

## Địa lý
Khu bảo tồn bao gồm hai vùng đầm phá, gần với thị trấn Punta Abrejos là Laguna Ojo de Liebre và Laguna San Ignacio chảy ra Thái Bình Dương qua hai nhánh nhỏ là Bahia Sebastian Vizcaino và Rio San Ignacio. Địa hình chính bao gồm cảnh quan đá trầm tích ở phía Tây bắc, phía Đông là dãy núi chính chạy dài theo bán đảo Baja California với độ cao trung bình từ 1.300 m đến 1.996 m. Vùng trung tâm bao gồm các đồng bằng hẹp, sa mạc, dung nham, đá hóa thạch. Ngoài ra là các bãi nông, vũng, vịnh cát, và cửa hút gió từ biển vào được tìm thấy trong cả hai vùng đầm phá.

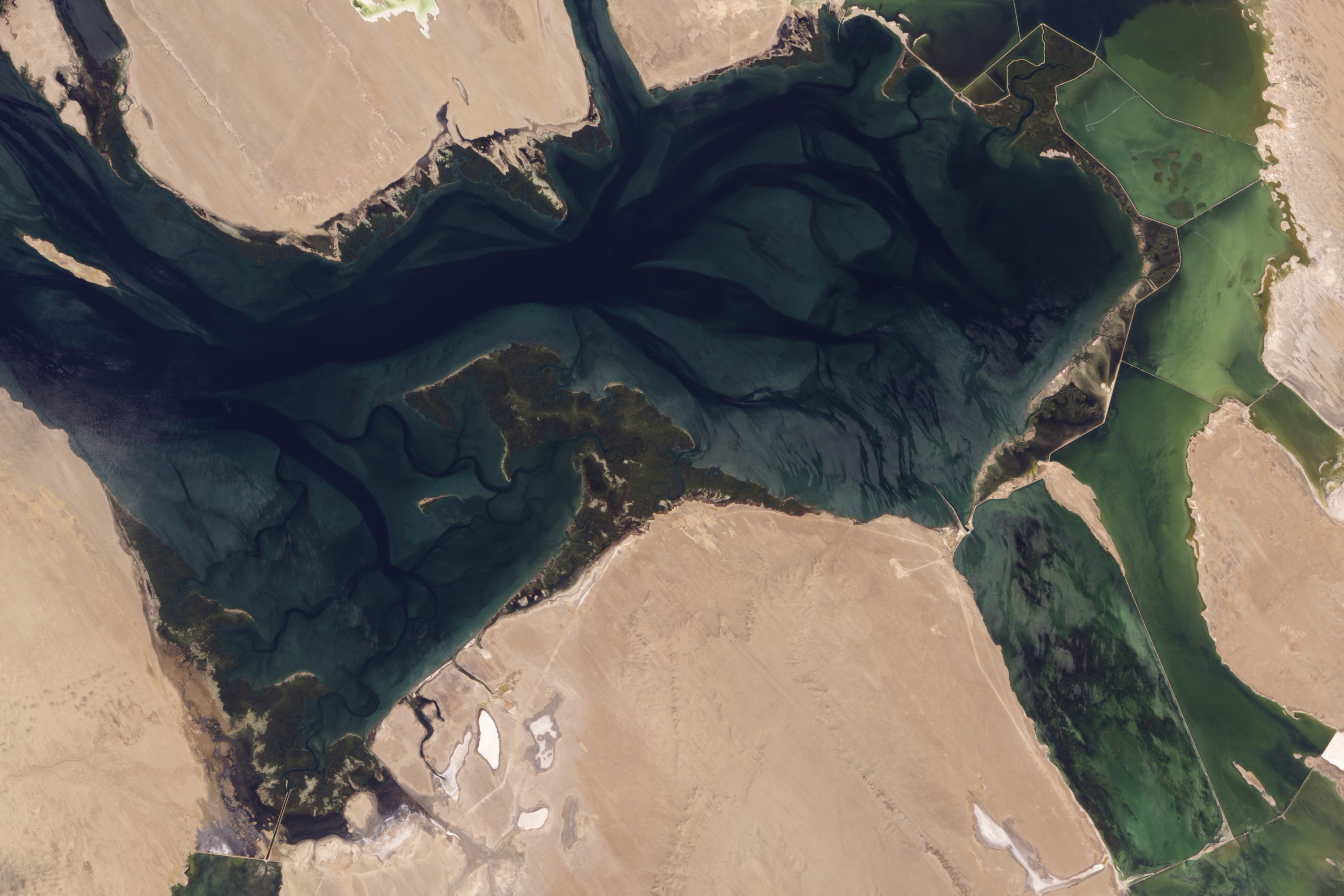
Hình ảnh chụp từ vệ tinh vùng đầm phá Ojo de Liebre

## Lịch sử
Trước đây khu vực là nơi chiếm đóng của thực dân châu Âu với nhiều các bức tranh tường còn sót lại. Dọc theo trục đường chính là các thị trấn nhỏ bé mọc lên, là nơi sinh sống của những người dân sống phụ thuộc vào nghề thâm canh nông nghiệp, đánh bắt cá, chăn thả gia súc, khai thác khoáng sản và du lịch.
Ngày 30 tháng 11 năm 1988, chính phủ Mexico tuyên bố thành lập khu dự trữ sinh quyển El Vizcaino nhằm bảo tồn khu cư trú cho các loài động vật có vú, chim biển cùng các di tích lịch sử khảo cổ trong khu vực. Năm 1993, UNESCO công nhận khu bảo tồn là di sản thế giới.

## Động thực vật

### Thực vật
Thảm thực vật bao gồm các loài đại diện cho môi trường khô cằn và siêu khô cằn, một cộng đồng thực vật sa mạc Sonora. Rừng ngập mặn là quần thể thực vật điển hình của các vùng đầm phá, cùng với đó là thực vật ở các cồn cát, các loại cây bụi và thảm thực vật chịu mặn tốt ở các cửa biển.

### Động vậ
Khu bảo tồn là nơi sinh sống và sinh sản của khoảng 20 loài động vật bị đe dọa, trong đó có bốn loài rùa biển cùng một số loài động vật quan trọng khác được tìm thấy ở cả hai đầm phá bao gồm cá voi xám, cá voi xanh, hải cẩu, sư tử biển California, hải cẩu voi phía Bắc, cá heo mũi chai... Ba loài rùa biển hay xuất hiện trong khu vực ven biển của khu bảo tồn có: rùa biển xanh, đồi mồi và rùa biển Thái Bình Dương (Lepidochelys olivacea).
Các loài chim đặc hữu đáng chú ý bao gồm chim chích, chim ruồi cổ đen, chim ưng biển và chim ưng Bắc Mỹ...cùng một số loài chim trú đông như diệc, Cốc biển, mòng biển.